# Rossenbeck
Die Rossenbeck, auch Rossenbach genannt, ist ein etwa 4,1 Kilometer langer rechter Zufluss der Ruhr in Mülheim an der Ruhr. Sie ist der drittletzte größere Zufluss, bevor die Ruhr 19,2 Kilometer weiter in den Rhein mündet.

## Geographie

### Verlauf
Die Rossenbeck entspringt im Essener Stadtteil Essen-Kettwig und mündet in Mülheim in die Ruhr im Stadtteil Menden. Der Bach fließt weitgehend in seinem natürlichen Bett. Kurz oberhalb der Mendener Straße ist beim Bauernhof  Stinshoff ein ehemaliger Mühlteich angeschlossen. Ab dort wird er in einem offenen Kanal, unter der Straße und dem Leinpfad durch eine Röhre, zur Ruhr geleitet.
Das Rossenbecktal oberhalb des Mühlteiches und das Rohmbachtal gehören zu den Naturschutzgebieten in Mülheim.

Bachimpressionen
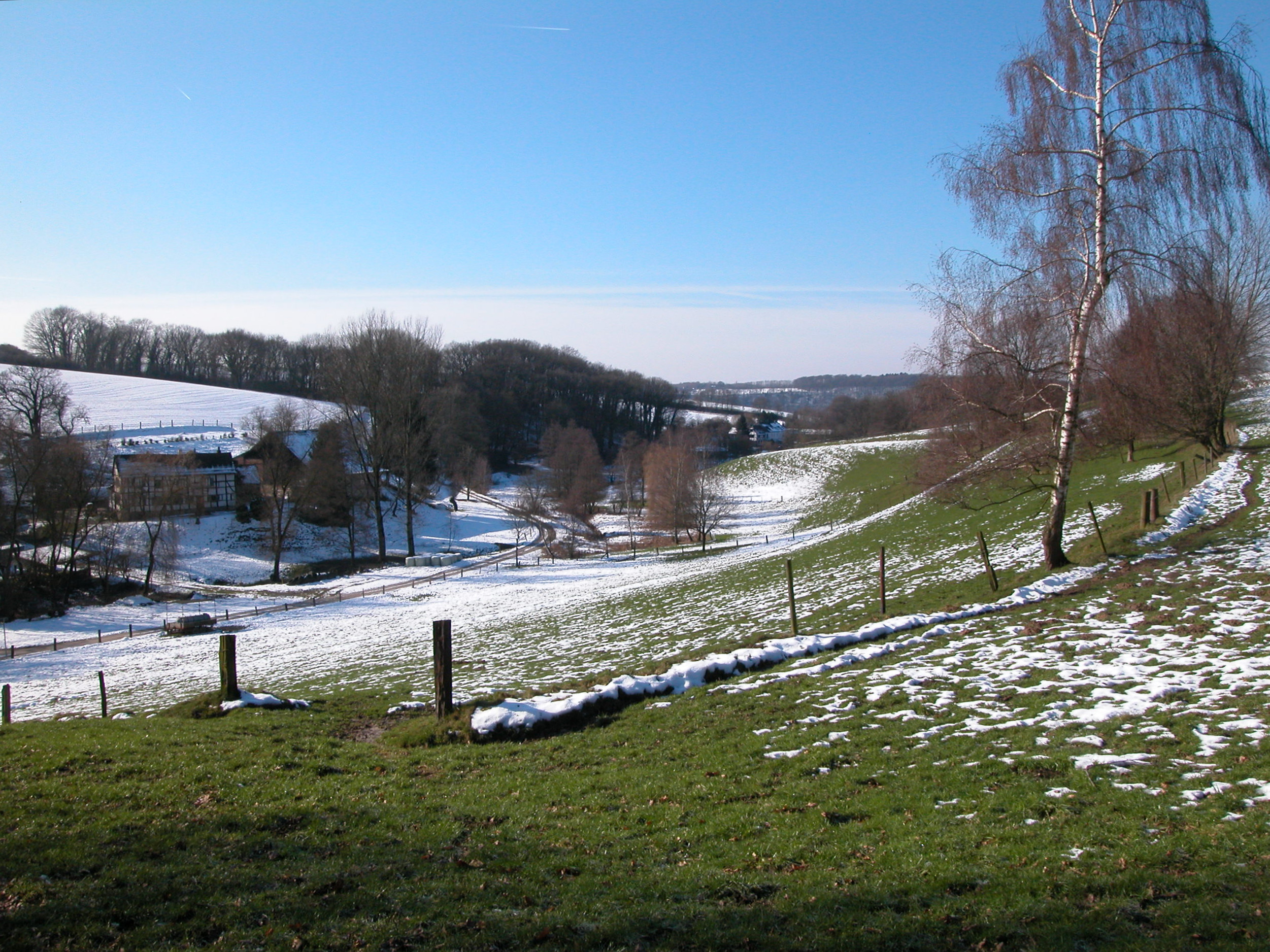
Blick ins Rossenbecktal nach Westen
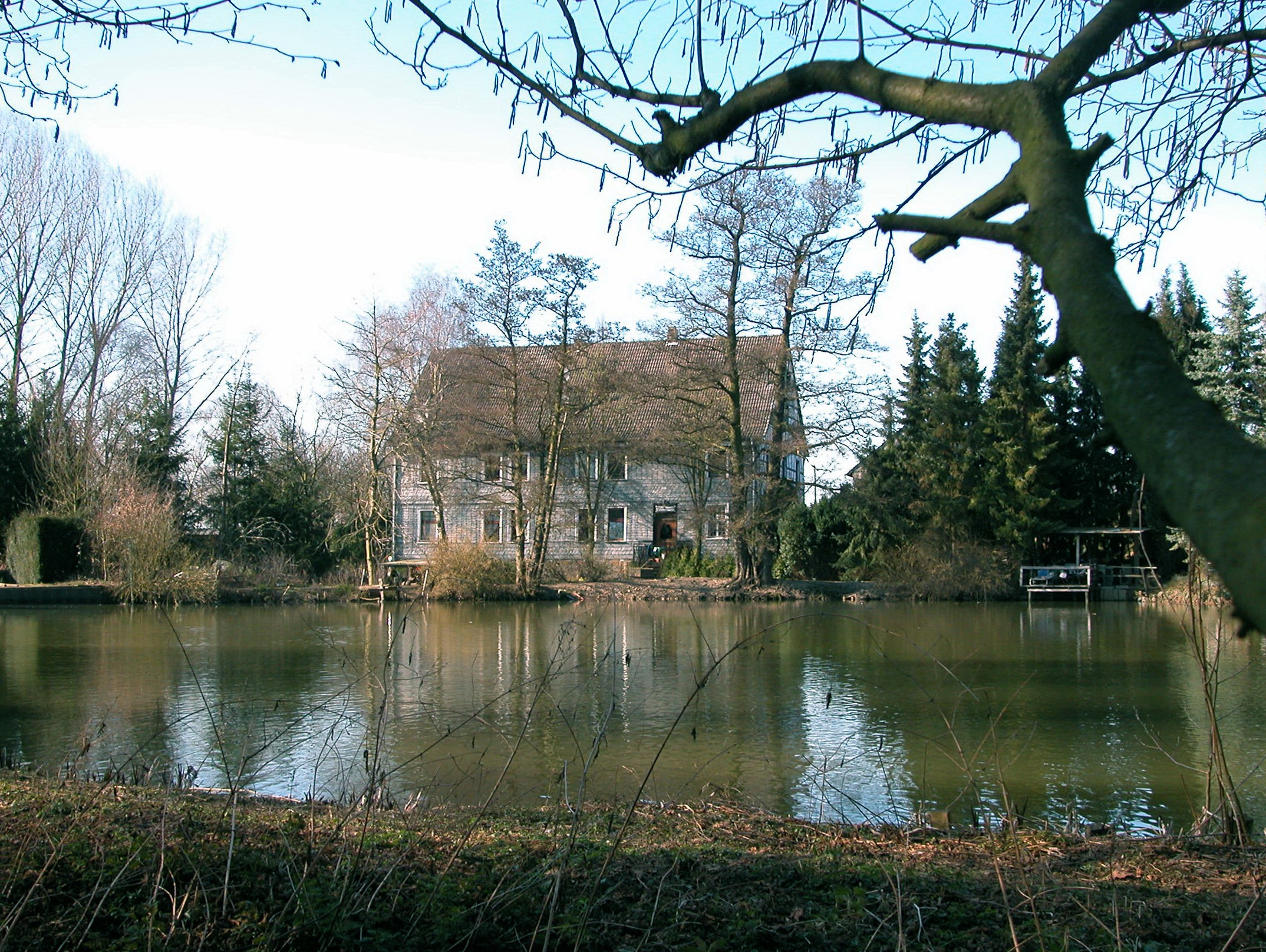
Der Mühlteich beim Bauern Stinshoff
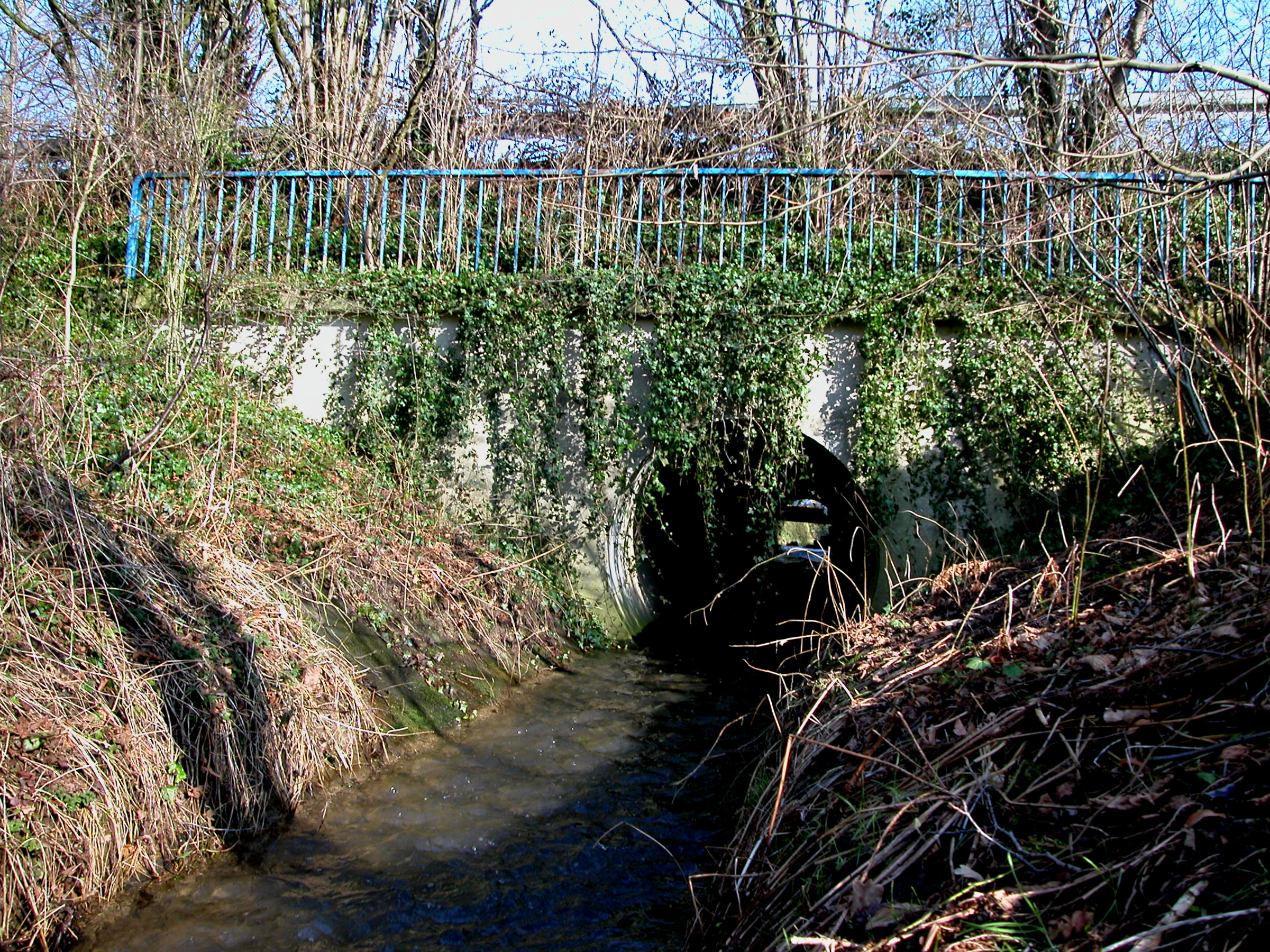
Unterführung an der Mendener Straße
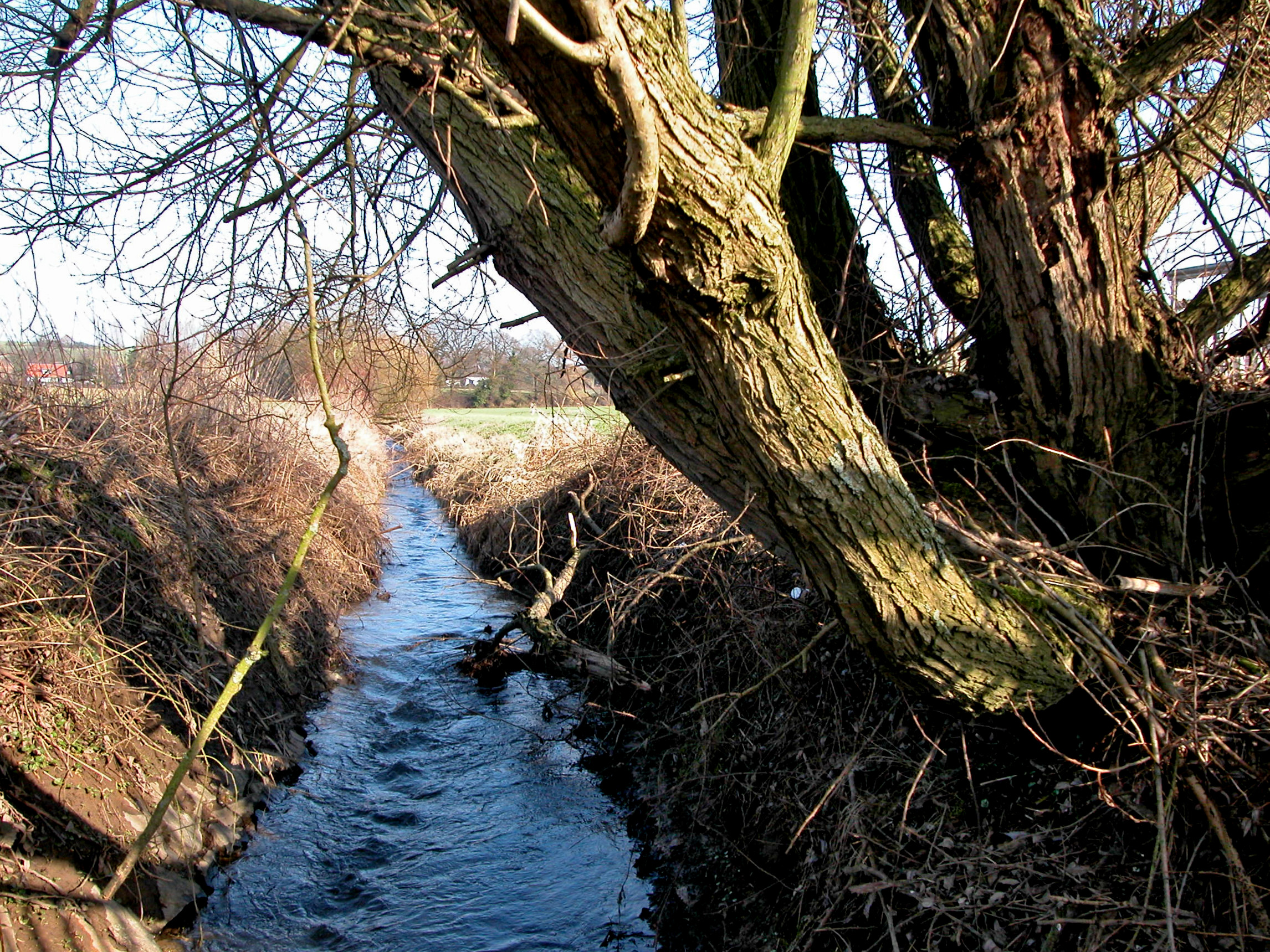
Die Rossenbeck vor der Mündung

### Zuflüsse
Zu den nennenswerten Zuflüssen der Rossenbeck gehören der Rohmbach und der Zinsbach.